# Leif Kristian Haugen
Leif Kristian Haugen (Bærum, 29 novembre 1987) è un ex sciatore alpino norvegese.
Dalla stagione 2017-2018 ha aggiunto al proprio il cognome della coniuge, iscrivendosi alle liste FIS come Leif Kristian Nestvold-Haugen.

## Biografia

### Stagioni 2003-2013
Specialista delle prove tecniche attivo dal novembre del 2002, Haugen ha esordito in Coppa Europa il 1º marzo 2005 a Madesimo in slalom speciale, senza concludere la gara, e in Nor-Am Cup l'8 marzo 2008 a Georgian Peaks nella medesima specialità (4º). Nel 2009 ha colto la prima vittoria (nonché primo podio) in Nor-Am Cup, il 5 gennaio a Sunday River in slalom gigante, e ha esordito in Coppa del Mondo, il 25 ottobre nello slalom gigante tenutosi a Sölden, terminando la gara al 26º posto. Nella stessa stagione ha anche debuttato ai Giochi olimpici invernali: a Vancouver 2010 si è classificato 28º nello slalom gigante e non ha concluso lo slalom speciale.
Il 16 gennaio 2011 ha ottenuto a Kirchberg in Tirol il primo podio in Coppa Europa (3º in slalom gigante) e un mese più tardi ha esordito ai Campionati mondiali e a Garmisch-Partenkirchen 2011 è stato 16º nello slalom gigante e non ha completato lo slalom speciale, mentre nella successiva rassegna iridata di Schladming 2013 si è piazzato 24º nello slalom gigante e 23º nello slalom speciale.

### Stagioni 2014-2017
Ai XXII Giochi olimpici invernali di Soči 2014 è stato 16º nello slalom gigante e 12º nello slalom speciale e il 3 dicembre dello stesso anno ha conquistato a Copper Mountain in slalom speciale l'ultima vittoria in Nor-Am Cup; ai successivi Mondiali di Vail/Beaver Creek 2015 non ha completato la prova di slalom gigante  e il 1º dicembre dello stesso anno ha ottenuto l'ultimo podio in Nor-Am Cup, a Copper Mountain in slalom gigante (3º)
Nella stagione 2016-2017 ha conquistato le sue due vittorie in Coppa Europa, il 29 novembre 2016 a Levi in slalom speciale e il 12 gennaio a Zell am See nella medesima specialità (suo ultimo podio nel circuito); ai successivi Mondiali di Sankt Moritz 2017 ha vinto la medaglia di bronzo nello slalom gigante e si è classificato 15º nello slalom speciale, mentre il 4 marzo dello stesso anno ha colto sulla pista Podkoren di Kranjska Gora nella medesima specialità il primo podio in Coppa del Mondo (2º).

### Stagioni 2018-2023
Ai XXIII Giochi olimpici invernali di Pyeongchang 2018, sua ultima presenza olimpica, ha vinto la medaglia di bronzo nella gara a squadre e si è classificato 8º nello slalom gigante e 13º nello slalom speciale; l'anno dopo ai Mondiali di Åre 2019 è stato 7º nello slalom gigante, 40º nello slalom speciale e 5º nella gara a squadre. Il 2 febbraio 2020 ha conquistato a Garmisch-Partenkirchen in slalom gigante l'ultimo podio in Coppa del Mondo (3º)
Ai Mondiali di Cortina d'Ampezzo 2021 si è classificato 16º nello slalom gigante e non si è qualificato per la finale nello slalom parallelo e a quelli di Courchevel/Méribel 2023, suo congedo iridato, ha vinto la medaglia d'argento nella gara a squadre (partecipando come riserva) e non si è qualificato per la finale nel parallelo. Si è ritirato al termine di quella stessa stagione 2022-2023: la sua ultima gara in Coppa del Mondo è stata lo slalom gigante disputato a Kranjska Gora il 12 marzo, che non ha completato, mentre la sua ultima gara in carriera è stata lo slalom gigante dei Campionati norvegesi 2023, il 26 marzo a Trysil, chiuso da Haugen al 6º posto.

## Palmarès

### Olimpiadi
- 1 medaglia:
  - 1 bronzo (gara a squadre a Pyeongchang 2018)

### Mondiali
- 2 medaglie:
  - 1 argento (gara a squadre a Courchevel/Méribel 2023)
  - 1 bronzo (slalom gigante a Sankt Moritz 2017)

### Coppa del Mondo
- Miglior risultato in classifica generale: 17º nel 2017
- 3 podi:
  - 1 secondo posto
  - 2 terzi posti

#### Coppa del Mondo - gare a squadre
- 2 podi:
  - 1 vittoria
  - 1 secondo posto

### Coppa Europa
- Miglior risultato in classifica generale: 17º nel 2017
- 6 podi:
  - 2 vittorie
  - 1 secondo posto
  - 3 terzi posti

#### Coppa Europa - vittorie
| Data             | Località    | Paese     | Specialità |
| ---------------- | ----------- | --------- | ---------- |
| 29 novembre 2016 | Levi        | Finlandia | SL         |
| 12 gennaio 2017  | Zell am See | Austria   | SL         |

Legenda:

SL = slalom speciale

### Nor-Am Cup
- Miglior piazzamento in classifica generale: 11º nel 2012
- 9 podi:
  - 3 vittorie
  - 2 secondi posti
  - 4 terzi posti

#### Nor-Am Cup - vittorie
| Data             | Località        | Paese       | Specialità |
| ---------------- | --------------- | ----------- | ---------- |
| 5 gennaio 2009   | Sunday River    | Stati Uniti | GS         |
| 25 novembre 2012 | Loveland        | Stati Uniti | SL         |
| 3 dicembre 2014  | Copper Mountain | Stati Uniti | GS         |

Legenda:

GS = slalom gigante

SL = slalom speciale

### Campionati norvegesi
- 11 medaglie[3]:
  - 4 ori (slalom gigante, slalom speciale nel 2014; slalom gigante nel 2017; slalom gigante nel 2021)
  - 3 argenti (supergigante nel 2015; slalom gigante, slalom speciale nel 2019)
  - 4 bronzi (slalom gigante nel 2006; slalom gigante nel 2007; slalom speciale nel 2008; slalom speciale nel 2015)